# 梯门镇
梯门镇，是中华人民共和国山東省泰安市东平县下辖的一个乡镇级行政单位。

## 地理
梯门镇地势相对较高，境内多丘陵，北邻平阴县，西邻老湖镇，东临大羊镇，南邻东平街道。

## 行政区划
梯门镇下辖以下地区：
东梯门村、西梯门村、西芦泉屯村、东门村、汤庄村、南门村、西南门村、大洼村、花篮店村、一里庄村、武村、王海村、陈楼村、苏庄村、山头村、五里庄村、三里庄村、二里庄村、大屯村、李家所村、冯庄村、石河王村、东沟流村、李庄村、西沟流村、南李庄村、后山西屯村、前山西屯村、陈庄村、西侯庄村、东柿子园村、西柿子园村、北陈村、牛家庄村、马庄村、东瓦庄村、西瓦庄村、范山村、向阳庄村、双塔村、尚园村和大侯庄村。

## 人口
2010年中国第六次人口普查时，梯门镇共有人口38178人。共有家庭10348户，平均每户3.43人。14岁以下的少年儿童共5435人，占总人口14.23%；15-64岁人口共28140人，占总人口73.70%；65岁及以上的老年人共4603人，占总人口的12.05%。男性共计19810人，占总人口51.88%；女性共计18368，占总人口48.11%。本地居住的人口中，拥有本地户籍的人口为35391人，占92.69%。